# 니시시촌
니시시촌(西志村)은 돗토리현 도하쿠군에 있던 촌이다. 현재의 구라요시시의 일부에 해당한다.

## 역사
- 1889년 10월 1일 - 정촌제 시행에 의해 구메군 니시시촌이 성립하였다.
- 1896년 4월 1일 - 군 통합에 의해 도하쿠군이 되었다.
- 1917년 11월 1일 - 후쿠요네촌, 히가시지촌과 합병해 다카시로촌이 신설되어 폐지되었다.

## 참고문헌
- 가도카와 일본 지명 대사전 31 鳥取県
- 『市町村名変遷辞典』東京堂出版、1990年。